# Métairie des Pères
La métairie des Pères ou logis du Haut-Pérat est située à Les Gonds en Charente-Maritime.

## Historique
Le domaine est acquis par le collège des Jésuites de Saintes en 1733, qui en fait une maison de vacances et de repos pour les professeurs et élèves. À la suite de la Révolution, le logis devient « bien national ».
La Métairie des Pères, est acquise en 1803 par Jean Vanderquand (1754-1812), puis partagée à son décès entre ses quatre enfants. En 1895 Léon TRIOU, dont l'épouse Suzanne BARON est la petite-fille de Beaurepaire Vanderquand, rachète les quatre lots et y installe sa famille. Ses 5 enfants sont toujours représentés à ce jour au sein d'un GFA par leurs descendants qui maintiennent en vie ce logis.
Les façades et toitures ainsi que l'escalier central du logis sont inscrits au titre des monuments historiques par arrêté du 14 avril 1997.